# Benedict Taylor
Benedict Sean Taylor (Hampstead, 18 aprile 1960) è un attore britannico.

## Biografia
Taylor nasce a Hampstead, Londra, il maggiore di sei figli di Richard, regista di documentari, e Allegra Taylor, una scrittrice. Dopo aver vissuto in Nigeria fino al 1965, cresce a Londra.
Inizia a lavorare come attore bambino nel 1969 con la Royal Shakespeare Company. Si concentra esclusivamente sulla recitazione e il doppiaggio fino al 1985. Da allora amplia i suoi interessi creativi includendo produzione di eventi, musica, produzione musicale, lavoro da DJ e produzione di documentari.

### Vita privata
Taylor è residente vicino ad Hampton Court, nella zona ovest di Londra. Si è sposato in prime nozze con Catherine Spankie, editrice, dalla quale ha avuto due figli. In seconde nozze ha sposato Marinka Watts, dalla quale ha avuto un figlio.

## Filmografia

### Cinema
- Gli occhi del parco (The Watcher in the Woods), regia di John Hough e Vincent McEveety (non accreditato) (1980)
- A Flame to the Phoenix, regia di William Brayne (1983)
- Dirsi addio (Every Time We Say Goodbye), regia di Moshe Mizrahi (1986)
- Monk Dawson, regia di Tom Waller (1998)
- Star Wars: Episodio I - La minaccia fantasma (Star Wars: Episode I - The Phantom Menace), regia di George Lucas (1999)
- Diario di uno scandalo (Notes on a Scandal), regia di Richard Eyre (2006)
- Breathe: Act One, regia di Xandy Sahla ed Andy Wilson – cortometraggio (2009)
- Perfect Life, regia di Josef Rusnak (2010)
- Gone, regia di Lawrence Page – cortometraggio (2014)
- The Hippopotamus, regia di John Jencks (2017)

### Televisione
- The Turn of the Screw, regia di Dan Curtis – film TV (1974)
- Play for Today – serie TV, 1 episodio (1976)
- Barriers – serie TV, 20 episodi (1981-1982)
- Union Castle – serie TV, 1 episodio (1982)
- Jackanory – serie TV, 5 episodi (1982)
- Ispettore Maggie (The Gentle Touch) – serie TV, 1 episodio (1982)
- Beau Geste, regia di Douglas Camfield – miniserie TV (1982)
- Video Stars, regia di Colin Bucksey – film TV (1983)
- Padiglioni lontani (The Far Pavilions), regia di Peter Duffell – miniserie TV (1984)
- Gli ultimi giorni di Pompei (The Last Days of Pompeii), regia di Peter Hunt – miniserie TV (1984)
- The First Olympics: Athens 1896, regia di Alvin Rakoff – miniserie TV (1984)
- Mitch – serie TV, 1 episodio (1984)
- Black Arrow, regia di John Hough – film TV (1985)
- La vendetta dei fratelli Corsi (The Corsican Brothers), regia di Ian Sharp – film TV (1985)
- My Brother Jonathan – serie TV, 1 episodio (1985)
- Agatha Christie: 13 a tavola (Thirteen at Dinner), regia di Lou Antonio – film TV (1985)
- Behind Enemy Lines, regia di Sheldon Larry – film TV (1985)
- Screenplay – serie TV, 1 episodio (1986)
- Vanity Fair – serie TV, 9 episodi (1987)
- A Perfect Spy, regia di Peter Smith – miniserie TV (1987)
- Il brivido dell'imprevisto (Tales of the Unexpected) – serie TV, 1 episodio (1988)
- La sporca dozzina (The Dirty Dozen) – serie TV, 4 episodi (1988)
- Bergerac – serie TV, 1 episodio (1989)
- Duello d'amore (Duel of Hearts), regia di John Hough – film TV (1991)
- Zorro – serie TV, 2 episodi (1991)
- An Actor's Life for Me – serie TV, 1 episodio (1991)
- The Darling Buds of May – serie TV, 2 episodi (1992)
- Le avventure del giovane Indiana Jones (The Young Indiana Jones Chronicles) – serie TV, 1 episodio (1992)
- Carlo e Diana - Scandalo a corte (Charles and Diana: Unhappily Ever After), regia di John Power – film TV (1992)
- Gioielli (Jewels), regia di Roger Young – miniserie TV (1992)
- The 10 Percenters – serie TV (1993)
- Comedy Playhouse – serie TV, 1 episodio (1993)
- Sharpe – serie TV, 1 episodio (1996)
- In Search of Hamlet – film TV documentario (1997)
- In Exile – serie TV, 1 episodio (1998)
- Psychos, regia di Andy Wilson – miniserie TV, 1 episodio (1999)
- Metropolitan Police (The Bill) – serie TV, 1 episodio (2001)
- M.I.T.: Murder Investigation Team – serie TV, 1 episodio (2003)
- Kate & Emma - Indagini per due (Murder in Suburbia) – serie TV, 1 episodio (2004)
- Doctors – serie TV, 1 episodio (2004)
- When Hitler Invaded Britain, regia di Steven Clarke – film TV documentario (2004)
- Il commissario Wallander (Wallander) – serie TV, 1 episodio (2010)
- Unforgotten – serie TV, 1 episodio (2015)
- Il mistero di Aylwood House (The Watcher in the Woods), regia di Melissa Joan Hart – film TV (2017)
- Your Dads Gay, regia di Duncan Thomsen – cortometraggio TV (2018)
- World on Fire – serie TV, 1 episodio (2019)